# 于谦祠
于谦祠是位于北京市东城区西裱褙胡同23号的一座纪念明朝于谦的祠堂。

## 历史
西裱褙胡同原是崇文门内大街路东自北向南数第二条胡同，为东西走向，南与麻线胡同相连。1993年，建国门内大街南侧建成了北京邮政枢纽，西裱褙胡同被占用一段，胡同尚存约500米。后来，建国门内大街南侧继续改造，西裱褙胡同最终被全部毁灭。于谦祠位于西裱褙胡同23号，原在西裱褙胡同中段路北，如今则位于建国门内大街南侧。
《帝京景物略》载：“崇文门内东半里，有祠曰忠节，祀少保、兵部尚书于公谦也。公一臂一肩，定正统己巳之变。其被刑西市也，为天顺元年。九年复官，为成化二年。又二十三年，赐谥肃愍，为弘治三年。又一百一年，改谥忠肃，为万历十八年。凡百有三十三年而定论。祠三楹，祀公塑像，岁春秋，遣太常寺官致祭。”《春明梦余录》载：“于少保祠额曰忠节，在崇文门内东裱褙巷，公故赐宅也。”据此，于谦祠实为俗称，该祠正名原为“忠节祠”，始建于明朝成化二年（1466年），原为于谦故居。
清朝顺治元年（1644年），清朝入主中原，于谦祠祠废像毁。清朝光绪十五年（1889年）在原址重建。《天咫偶闻》载：“于忠肃祠，在裱褙胡同。芜废已久，近始重修。浙人逢春秋闱，居为试馆。”这说明于谦祠在清朝末年曾充当浙江举子的会馆。光绪二十六年四月，义和团进入北京，在此设坛口教习拳艺。后来，于谦祠成了居民杂居的大杂院。1976年唐山大地震波及北京，于谦祠内的奎星阁被震毁，随后奎星阁遭到拆除。
1984年，于谦祠被公布为北京市文物保护单位。2004年，西裱褙胡同被拆除，该胡同内多处历史遗迹除于谦祠被保留外，戏剧理论家齐如山故居、“汉园三诗人”之一的何其芳故居均被拆除。2000年代，于谦祠获得重修，其内居民也被迁出。如今，于谦祠东、西、南三面都是高层楼房，永久处于阴暗之中，仅北面临建国门内大街南侧绿地。于谦祠东侧及南侧为英大国际大厦，西侧为新闻大厦酒店及华夏银行总行。
西裱褙胡同23号、甲23号原为一个院落，23号（东院）保存较好，被定为北京市文物保护单位“于谦祠”，而甲23号（西院）已不完整且残破，未被认定为文物保护单位，但东城区文化委员会一直以文物标准管理保护甲23号，定期开展安全巡视检查。这两处院落都在2008年修缮，经有关部门批准，两院产权划归东城区文化委员会。此后，东城区文化委员会分别与中国农业银行和鲁能英大集团签署西裱褙胡同23号及甲23号的使用协议，约定院内仅可从事文化交流、文物宣传、企业文化活动。协议中规定西院不得从事商业经营活动，不得悬挂牌匾、不得向第三方转租等，东院则将建立于谦祠纪念馆，2014年已经完成展陈设计。
2017年5月23日，东城区官德教育基地在文天祥祠、袁崇焕祠、于谦祠挂牌，东城区还下发通知要求全区各单位参观学习。其中，于谦祠增设“于谦官德展”，并在现有“北京保卫战”的内容基础上扩充。自2017年6月起，于谦祠免费向游客开放参观。

## 建筑
于谦祠坐北朝南，现存主要建筑为光绪十五年（1889年）重建，占地面积约1300平方米。于谦祠正院为二进宅院，带东、西跨院。 院内房屋均为青砖到顶的清水墙体，清水脊合瓦屋面。主要建筑有：
- 大门：在于谦祠的“巽”位（东南角）建有广亮大门，门楣正中悬挂黑底金字“于忠肃公祠”木匾，四个门簪上有蓝底金字“吉祥如意”，门内悬挂黑底金字“丹心抗节”木匾[7]，大门西侧有倒座南房五间。
- 奎光楼：正对大门，为中式两底一顶的三间二层小楼。一层上方原悬挂“热血千秋”木匾，两侧对联原为：“帝念有功群小谗谋冤太惨，公真不朽故居歆记地犹灵。”2017年开放后，一层门外抱柱联是黑底金字“中流砥柱独挽朱明残祚，庙容永奂长赢史笔芳名”，一层分前后两间展室，堂屋为前展室，正中供奉于谦画像，上方悬挂白底黑字“热血千秋”木匾，于谦画像两侧白底黑字木对联“丹心托月，赤手擎天”，画像前有摆放五供的供桌以及于谦的牌位，外侧抱柱联是林则徐的名联“公论久而后定，何处更得此人”。四壁图文展览分“钱塘才子 志存高远”和“两袖清风 勤政为民”两个主题介绍于谦生平。该展室还有镇河铁犀仿制品。前展室后面为后展室，正中是《石灰吟》的碑刻，右侧悬挂于谦大事年表，图文展览分“铁骨铮铮，清风传世”和“后世缅怀，光耀万代”两主题，壁上还展出《咏煤炭》、《三月初三日出使》、《夏日过太行》、《悼内》四首诗。奎光楼的二层原为“奎星阁”，乃科举应试举子求“魁星点斗，金榜题名”之所，2017年开放后也辟为展室，展室正中是北京城防地图，分“保卫京师 击退瓦剌”和“夺门之变 忠臣遇害”两个主题，展览有明代火枪和于谦书法《题公中塔图赞》等实物[7]。
- 外院：由大门西侧的倒座南房五间与其北侧的五间过厅组成。
- 里院：正房五间，东、西厢房各两间。正房五间为享殿，内供于忠肃公塑像。2017年开放后，外院、里院部分房屋被中国农业银行用于文化展[7]。
- 东跨院：现已无存。
- 西跨院：西裱褙胡同甲23号

## 图集

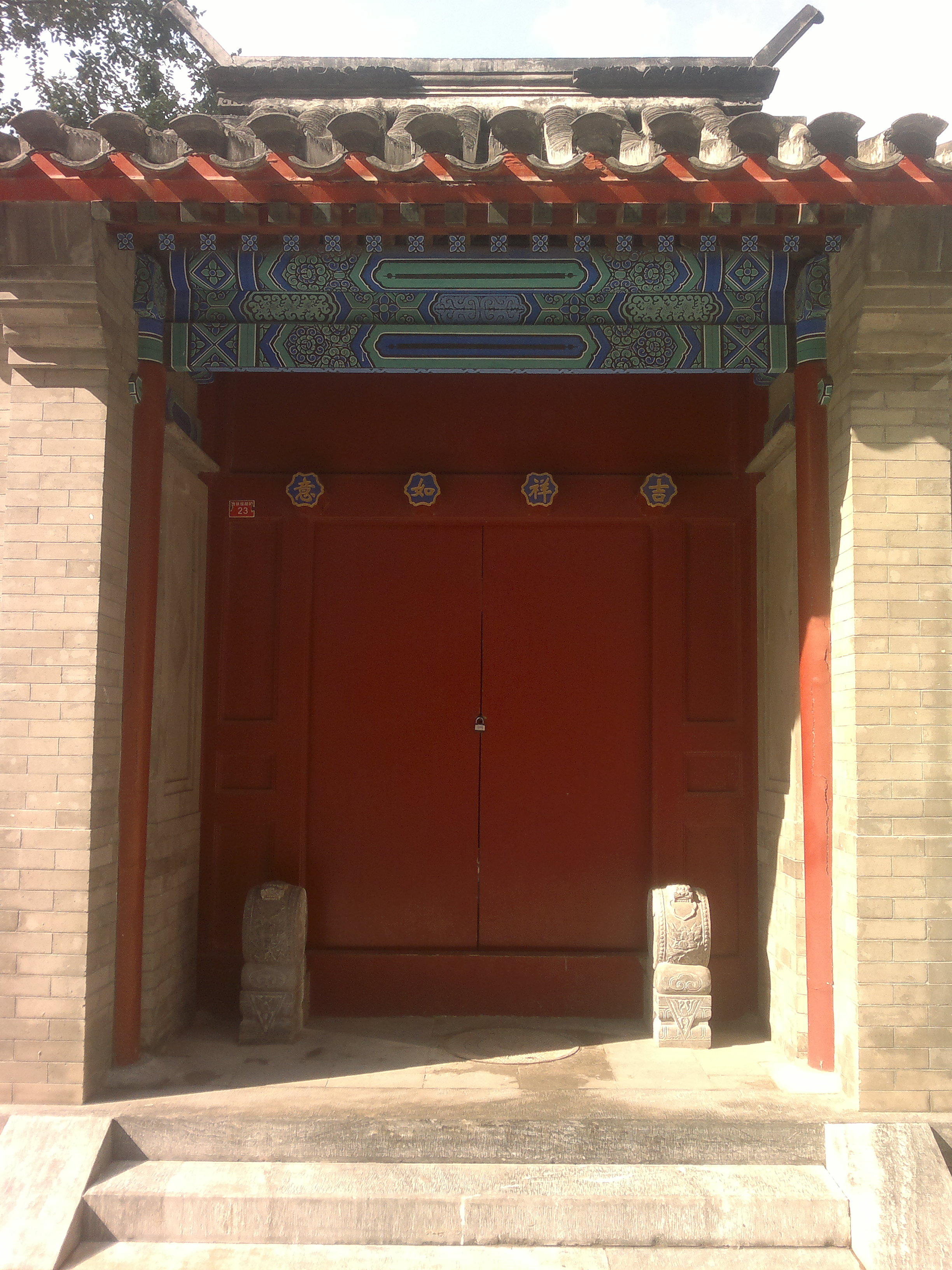
于谦祠正门
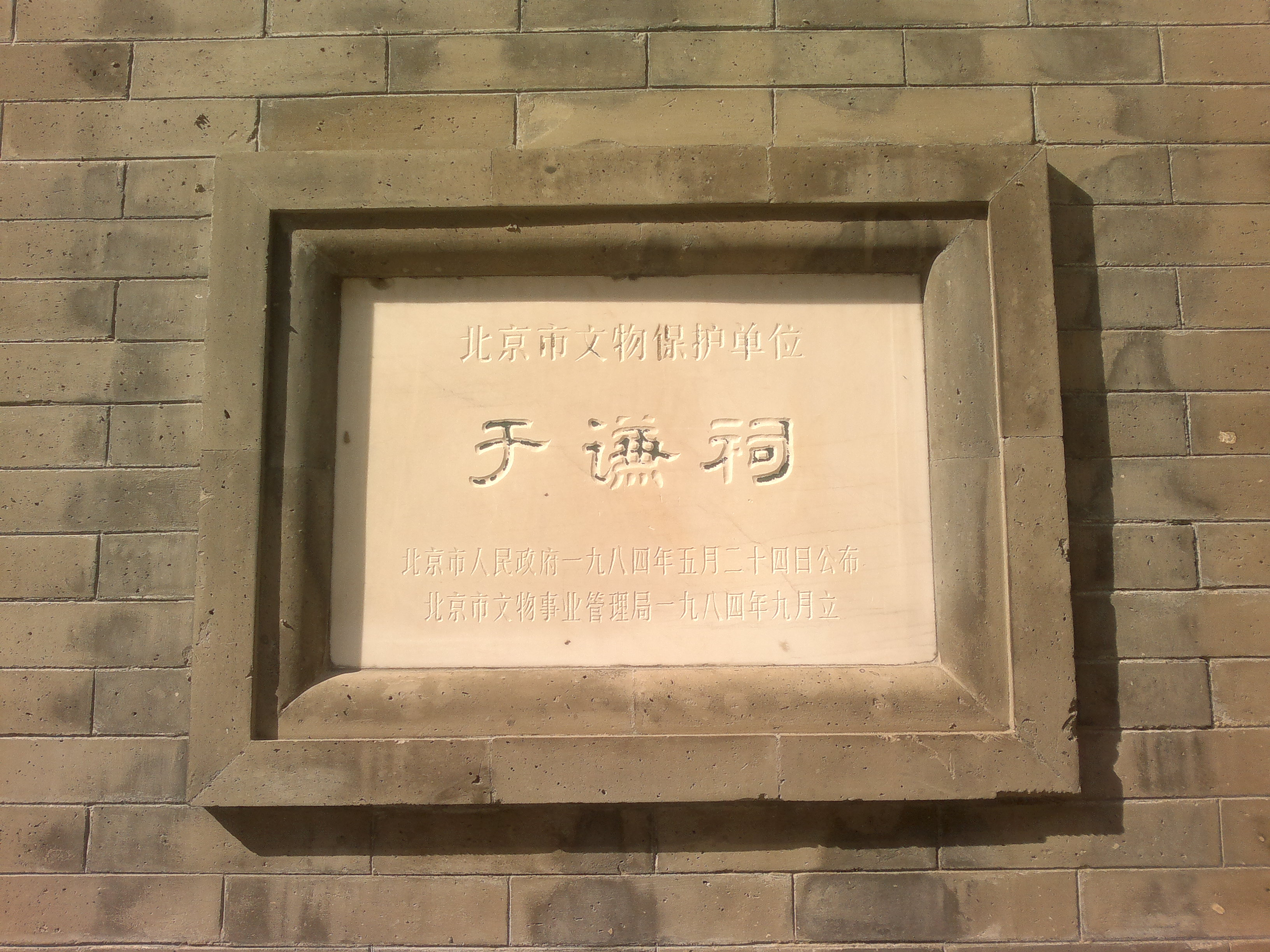
于谦祠文物保护单位标志牌
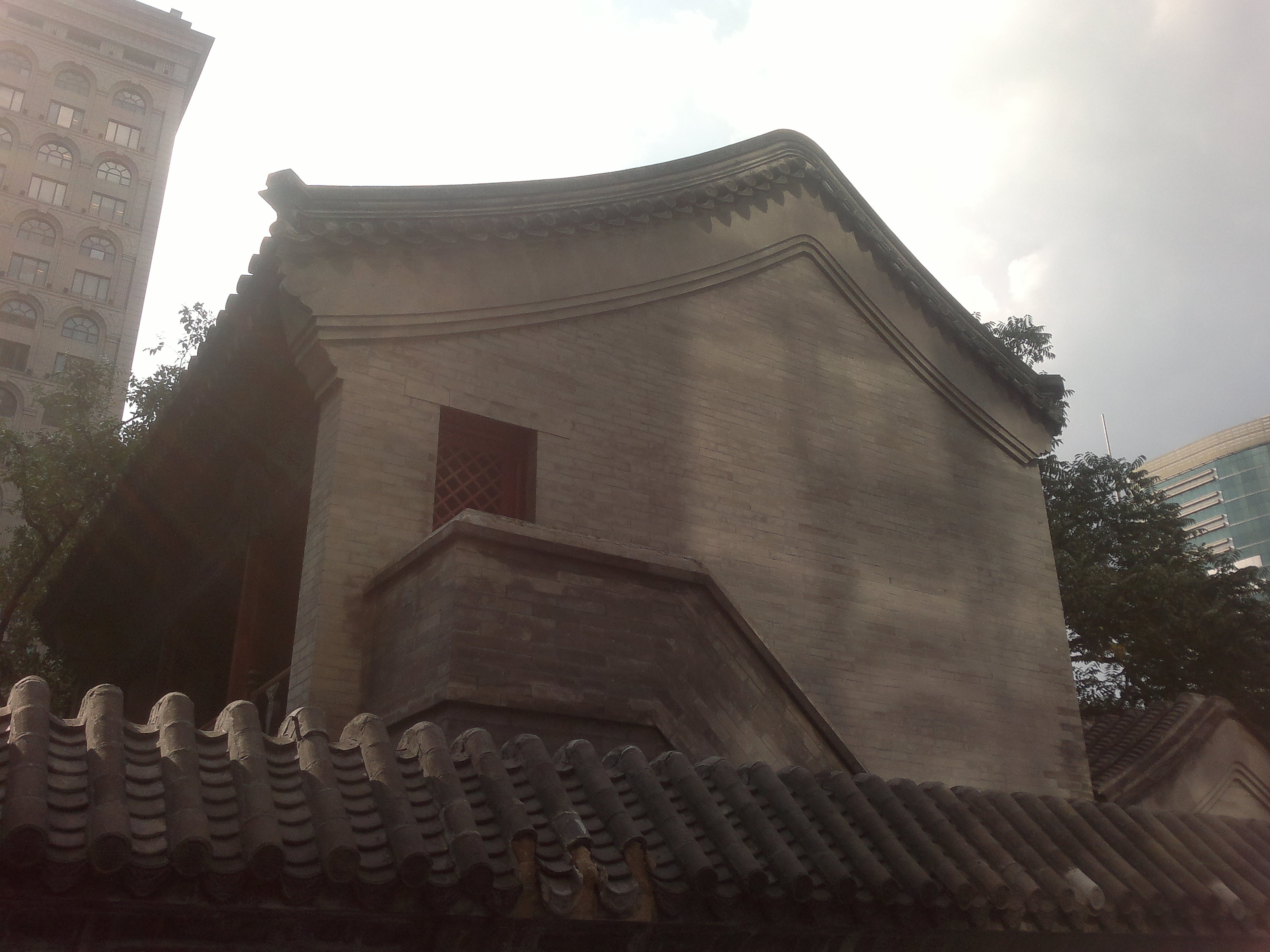
于谦祠